# トマス・サウスウェル (第4代サウスウェル子爵)

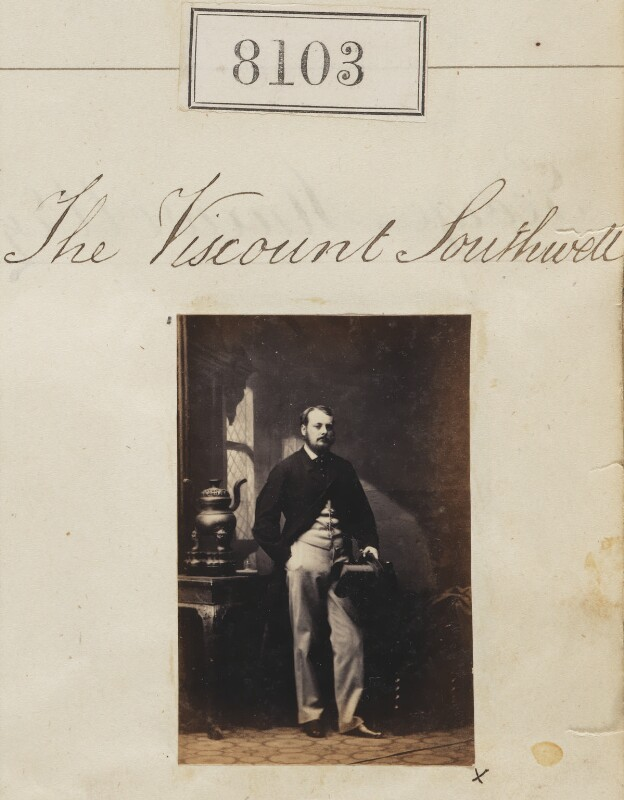
カミーユ・シルヴィによる肖像写真、1862年5月撮影。

第4代サウスウェル子爵トマス・アーサー・ジョセフ・サウスウェル（英語: Thomas Arthur Joseph Southwell, 4th Viscount Southwell KP、1836年4月6日 – 1878年4月26日）は、アイルランド貴族。

## 生涯
アーサー・フランシス・サウスウェル（Arthur Francis Southwell、1789年2月6日 – 1849年2月17日、第2代サウスウェル子爵トマス・アーサー・サウスウェルの三男）とメアリー・アン・アグネス・ディロン（Mary Anne Agnes Dillon、トマス・ディロンの娘）の長男として、1836年4月6日にダブリン県マウント・ディロン（Mount Dillon）で生まれた。1855年10月2日、軽竜騎兵第13連隊のコルネットへの辞令を購入して軍人となる。1860年1月4日、ヨーマンリーに属するランカシャー・ハッサーズ（Lancashire Hussars）のコルネットに転じた。
1860年2月29日に伯父にあたる第3代サウスウェル子爵トマス・アンソニー・サウスウェルが死去すると、サウスウェル子爵位を継承した。
1871年8月2日、聖パトリック勲章を授与された。その後、1872年9月10日にリートリム統監に任命され、1878年に死去するまで務めた。
1878年4月26日にサリーのフリムリーで死去、5月3日にダブリンで埋葬された。息子アーサー・ロバート・ピアースが爵位を継承した。

## 家族
1871年8月24日、シャーロット・メアリー・バーバラ・モスティン（Charlotte Mary Barbara Mostyn、1849年9月14日 – 1929年2月4日、第8代準男爵サー・ピアース・モスティンの娘）と結婚、1男1女をもうけた。
- アーサー・ロバート・ピアース（1872年11月16日 – 1944年10月5日） - 第5代サウスウェル子爵
- フランシス・メアリー・ウィニフレド（Frances Mary Winifred、1874年4月4日 – 1950年3月7日） - 1898年6月8日、ハーバート・マーマデューク・ジョセフ・ストートン（Herbert Marmaduke Joseph Stourton、1873年12月30日 – 1932年8月20日、アルバート・ジョセフ・ストートン閣下の息子）と結婚、子供あり